# Ahmed Seif
Ahmed Seif, ook geschreven als Ahmad Saif el-Islam Hamad Abd el-Fattah (Arabisch: أحمد سيف الإسلام عبد الفتاح حمد) (Damanhur, 9 januari 1951 – Caïro, 27 augustus 2014), was een Egyptisch journalist en mensenrechtenadvocaat.
Seif zat in de jaren tachtig een vijfjarige gevangenisstraf uit vanwege activisme. Ook daarna zat hij nog verschillende malen vast om politieke redenen, waaronder tijdens de Egyptische Revolutie van 2011. In 1999 was hij een van de oprichters van het Centrum Hisham Moebarak voor Recht. In 2011 was hij leider van de politieke beweging Kefaya.
Hij is vader van twee vooraanstaande activisten tijdens de Egyptische Revolutie, Mona Seif en Alaa Abd el-Fattah. Seif is getrouwd met Laila Soueif, een hoogleraar wiskunde aan de Universiteit van Caïro die eind 20e, begin 21e eeuw veel protestdemonstraties hielp organiseren in Egypte.

## Biografie
Vanwege Seifs betrokkenheid bij de socialistische beweging werd hij in 1983 opgepakt en gemarteld door agenten van de Egyptische veiligheidsdienst. Gedurende vijf jaar zat hij gevangen en sinds zijn vrijlating richtte hij zich op de strijd tegen marteling in Egypte. Al in 1989, kort na zijn vrijlating, nam hij een van de meest belangrijke mensenrechtenzaken van het land op zich. Door zijn strijd tegen marteling en onrecht groeide hij in de loop van de jaren uit tot een centraal figuur in verschillende succesvolle Egyptische mensenrechtenzaken.
In 1999 was hij een van de oprichters van het Centrum Hisham Moebarak voor Recht in Caïro, een centrum dat werd genoemd naar Hisham Moebarak, een advocaat die zich sinds begin jaren negentig tot zijn dood had toegelegd op de mensenrechten en het verlenen van juridische bijstand aan slachtoffers van schendingen ervan.
Hij was een van de advocaten in de zaak tegen vijftien verdachten na de bomaanslag in Taba en andere plaatsen in de Sinaï in oktober 2004. Hij keerde zich enerzijds sterk tegen de golf van bomaanslagen, maar pleitte anderzijds dat ze op geen manier marteling of andere schendingen van de mensenrechten rechtvaardigen. Niettemin werden alle vijftien veroordeeld op grond van bekentenissen die waren verkregen tijdens de martelingen. Andere spraakmakende zaken met andere advocaten waren bijvoorbeeld de Queen Boat Case in 2001, waarin 52 mannen op grond van hun seksuele geaardheid terechtstonden, en de verdediging van 49 textielwerkers omdat ze deel hadden genomen aan protesten op 6 april 2008 in Mahalla.
In 2006 nam hij de verdediging op zich van Karim Amer, de eerste blogger die werd aangeklaagd voor een misdrijf vanwege zijn kritiek op het internet op president Hosni Moebarak en de islam. Amer werd in deze zaak veroordeeld tot vier jaar gevangenisstraf.
Seif overleed op 27 augustus 2014 op 63-jarige leeftijd nadat hij tijdens een openhartoperatie in een coma was geraakt.